# Katholisch-Theologische Fakultät Tübingen

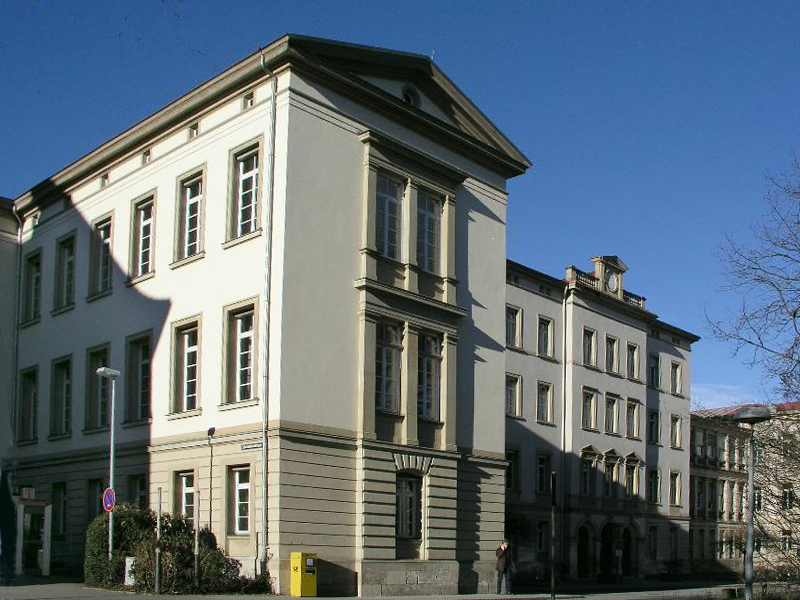
Theologicum

Die Katholisch-Theologische Fakultät Tübingen wurde 1817 in die Eberhard Karls Universität Tübingen eingegliedert; sie bestand zuvor seit 1812 als Friedrichs-Universität Ellwangen.

## Geschichte
Nach der Säkularisation der Fürstpropstei Ellwangen in den Jahren 1802–1803 wurde vom württembergischen König Friedrich I. Ellwangen als Sitz eines katholischen Landesbischofs für Neuwürttemberg bestimmt. Infolgedessen wurden per Erlass im September 1812 ein Generalvikariat, die katholisch-theologische Friedrichs-Universität und ein katholisches Priesterseminar gegründet. Bereits im Dezember desselben Jahres konnten alle Einrichtungen ihren Betrieb aufnehmen.
Als Folge eines Regierungswechsels im Jahr 1816 erfolgte zum Wintersemester 1817/1818 die Eingliederung der Theologischen Fakultät von Ellwangen nach Tübingen als Katholisch-Theologische Fakultät der Eberhard Karls Universität. Das Generalvikariat wurde nach Rottenburg verlagert, das Wilhelmsstift in Tübingen und das Priesterseminar in Rottenburg neugegründet. Dort wurde aufgrund seiner zentraleren Lage in Württemberg und seiner Nähe zum Regierungssitz Stuttgart 1821 eine katholische Diözese eingerichtet.
Seit ihrer Gründung 1817 gingen aus der Katholisch-Theologischen Fakultät Tübingen eine Reihe bedeutender Theologen hervor, unter anderem Johann Sebastian von Drey, der 1819 die katholische Tübinger Schule gründete, Johann Adam Möhler und Johann Baptist von Hirscher. Der Schwerpunkt historische Kritik verbindet mit systematisch-spekulativem Denken die Auseinandersetzung mit der Gegenwart, der Philosophie und Theologie. Dieser eigene theologische Stil bestimmt auch heute die Problemstellungen und die Lehrvermittlung. Sie steht in einem engen Austausch mit der evangelischen Schwesterfakultät. Die Verständigung beider Kirchen ist zentrales Anliegen des Instituts für ökumenische Forschung.

## Lehrstühle
Das Fach Theologie umfasst eine Vielfalt methodisch und inhaltlich abgegrenzter Disziplinen, die in Abteilungen gegliedert sind:
- Abteilung für Altes Testament
  - Lehrstuhl für Altes Testament
- Biblische Einleitung und Zeitgeschichte
  - Lehrstuhl für Biblische Einleitung und Zeitgeschichte
- Abteilung für Neues Testament
  - Lehrstuhl für Neues Testament
- Abteilung für Kirchengeschichte
  - Lehrstuhl für Alte Kirchengeschichte, Patrologie und christliche Archäologie
  - Lehrstuhl für Mittlere und Neuere Kirchengeschichte
  - Professur für Landeskirchengeschichte
- Abteilung für Liturgiewissenschaft
  - Lehrstuhl für Liturgiewissenschaft
- Abteilung für Philosophische Grundfragen der Theologie
  - Lehrstuhl für Philosophische Grundfragen der Theologie
- Abteilung für Fundamentaltheologie
  - Lehrstuhl für Fundamentaltheologie
- Abteilung für Dogmatik
  - Lehrstuhl für Dogmatik
  - Lehrstuhl für Dogmengeschichte
  - Institut für Ökumenische Forschung
- Abteilung für Theologische Ethik
  - Lehrstuhl für Theologische Ethik
  - Lehrstuhl für Theologische Ethik unter besonderer Berücksichtigung der Gesellschaftswissenschaften
- Abteilung für Kirchenrecht
  - Lehrstuhl für Kirchenrecht
- Abteilung für Praktische Theologie
  - Lehrstuhl für Praktische Theologie
  - Lehrstuhl für Religionspädagogik, Kerygmatik und kirchliche Erwachsenenbildung

## Praktische Ausbildung
In Tübingen wird der Bereich der theologischen Ausbildung weitgehend von der Katholischen Fakultät der Universität getragen. Das Wilhelmsstift und das Theologische Mentorat arbeiten in wissenschaftlichen Begleitveranstaltungen, sogenannten Repetitionen, an der Ausbildung der Religionslehrer, Diözesantheologen und Pastoralreferenten mit.
Der pastoralen Befähigung, die in der Rahmenordnung ratio nationalis als Aufgabe der Fakultät aufgeführt wird, wird vom Wilhelmsstift im Rahmen von Praktika und Exkursionen vermittelt. Hierzu zählen Einsätze im Krankenhaus, in der Jugendarbeit, in einem Industriepraktikum und in einer Pfarrgemeinde.

## Theologicum
Untergebracht ist die Katholisch-Theologische Fakultät größtenteils im Theologicum Tübingen. Hier finden sich die Bibliothek beider Fakultäten, das Dekanat und das Prüfungsamt. Das Prüfungsamt für den Kirchlichen Abschluss befindet sich im Wilhelmsstift.

## Bibliothek
Die Universitätsbibliothek bietet – laut Eigenaussage – den umfassendsten Bestand theologischer Literatur in Deutschland.